# Center (futbol amerykański)

Center (C) (środkowy) – pozycja zawodnika w futbolu amerykańskim i kanadyjskim. Zawodnik ten należy do formacji ataku, i wchodzi w skład offensive line. Jego zadaniem jest rozpoczęcie akcji i podanie piłki do rozgrywającego.
Jak sama nazwa wskazuje zawodnik ten ustawiony jest w samym środku offensive line. To on rozpoczyna grę podając piłkę pomiędzy nogami do stojącego za nim rozgrywającego (tzw. snap). Natychmiast po przekazaniu piłki musi on zatrzymać napierającego zawodnika drużyny broniącej. Tak więc zawodnik taki powinien być silny i masywny.